# Ведекинд I фон Хоя
Ведекинд I (на немски: Wedekind, Wittekind; † 1261) е от 1253 до 1261 г. епископ на Минден.

## Биография
Той е шестият, най-малък син на Хайнрих I († 1235), граф на Хоя, и съпругата му Рихенза фон Вьолпе († 1227), дъщеря на граф Бернхард II фон Вьолпе. Брат е на Хайнрих II († 1290) и на Герхард († 1269), епископ на Ферден (1251 – 1269).
Като епископ той освещава църквата на доминиканския манастир в Минден.